# Intertoto Cup 1982
De Intertoto Cup was sinds 1967 een mogelijkheid voor ploegen om in de zomer te kunnen blijven voetballen. Deze editie van 1982 werd zoals gebruikelijk gehouden tijdens deze zomerstop. Er werden alleen groepswedstrijden georganiseerd, omdat het onhaalbaar bleek om nog knock-outronden te spelen na de zomerstop. Clubs hadden daarvoor een te druk programma en de UEFA had bepaald dat ploegen die al aan UEFA-toernooien zoals de twee edities van de Europa Cup meededen, niet mochten deelnemen aan andere toernooien.
Aan deze editie van het toernooi deden 36 ploegen mee, net als vorig jaar. Er waren negen groepen van vier teams en elk team speelde zes wedstrijden. Er deden vijf ploegen mee uit Polen en Tsjecho-Slowakije; vier uit Denemarken, Oostenrijk, West-Duitsland, Zweden en Zwitserland en twee uit België, Bulgarije en Israël.
Het Tsjecho-Slowaakse Bohemians Praag uit groep 6 haalde dit toernooi de hoogste score, het won al zijn wedstrijden en haalde de volle twaalf punten.

## Eindstanden

### Groep 1
| plaats | Club              | Doelpunten | Punten |
| ------ | ----------------- | ---------- | ------ |
| 1.     | Standard Luik     | 12 : 10    | 7      |
| 2.     | Bayer Leverkusen  | 12 : 9     | 6      |
| 3.     | Cherno More Varna | 7 : 8      | 6      |
| 4.     | Hvidovre IF       | 5 : 9      | 5      |

### Groep 2
| plaats | Club              | Doelpunten | Punten |
| ------ | ----------------- | ---------- | ------ |
| 1.     | Widzew Łódź       | 8 : 7      | 7      |
| 2.     | Arminia Bielefeld | 10 : 9     | 6      |
| 3.     | FC St. Gallen     | 7 : 8      | 6      |
| 4.     | FC Liège          | 8 : 9      | 5      |

### Groep 3
| plaats | Club           | Doelpunten | Punten |
| ------ | -------------- | ---------- | ------ |
| 1.     | Aarhus GF      | 14 : 12    | 8      |
| 2.     | Werder Bremen  | 21 : 13    | 7      |
| 3.     | Plastika Nitra | 16 : 16    | 5      |
| 4.     | Sturm Graz     | 11 : 21    | 4      |

Het is mogelijk dat de wedstrijd Sturm Graz vs. Plastika Nitra ongeldig is verklaard met als reden dat de wedstrijd maar 55 minuten geduurd heeft. In dat geval zou de 0-2-overwinning van Plastika Nitra niet gelden.

### Groep 4
| plaats | Club         | Doelpunten | Punten |
| ------ | ------------ | ---------- | ------ |
| 1.     | Lyngby BK    | 11 : 7     | 8      |
| 2.     | MSV Duisburg | 12 : 7     | 7      |
| 3.     | Motor Lublin | 8 : 11     | 5      |
| 4.     | FC Luzern    | 4 : 10     | 4      |

### Groep 5
| plaats | Club             | Doelpunten | Punten |
| ------ | ---------------- | ---------- | ------ |
| 1.     | Admira Wacker    | 8 : 6      | 9      |
| 2.     | Hapoel Tel-Aviv  | 12 : 10    | 8      |
| 3.     | IFK Norrköping   | 14 : 8     | 4      |
| 4.     | Hapoel Kfar-Saba | 8 : 18     | 3      |

### Groep 6
| plaats | Club                | Doelpunten | Punten |
| ------ | ------------------- | ---------- | ------ |
| 1.     | Bohemians Praag     | 16 : 3     | 12     |
| 2.     | Gwardia Warschau    | 7 : 8      | 5      |
| 3.     | BSC Young Boys Bern | 8 : 13     | 5      |
| 4.     | Linzer ASK          | 6 : 13     | 2      |

### Groep 7
| plaats | Club              | Doelpunten | Punten |
| ------ | ----------------- | ---------- | ------ |
| 1.     | IK Brage          | 10 : 2     | 10     |
| 2.     | Pogon Szczecin    | 10 : 9     | 7      |
| 3.     | Sparta Praag      | 4 : 8      | 4      |
| 4.     | Wiener Sport-Club | 10 : 15    | 3      |

### Groep 8
| plaats | Club               | Doelpunten | Punten |
| ------ | ------------------ | ---------- | ------ |
| 1.     | Östers IF*         | 12 : 7     | 9      |
| 1.     | TJ Zbrojovka Brno* | 11 : 6     | 9      |
| 3.     | ŁKS Łódź           | 8 : 10     | 4      |
| 4.     | FC Zürich          | 7 : 15     | 2      |

Östers IF en TJ Zbrojovka Brno eindigen beide op de eerste plaats.

### Groep 9
| plaats | Club                | Doelpunten | Punten |
| ------ | ------------------- | ---------- | ------ |
| 1.     | IFK Göteborg        | 19 : 11    | 9      |
| 2.     | Næstved IF          | 13 : 14    | 7      |
| 3.     | Chernomorets Burgas | 17 : 16    | 5      |
| 4.     | Banik Ostrava       | 8 : 16     | 3      |